# مبرهنة تشين

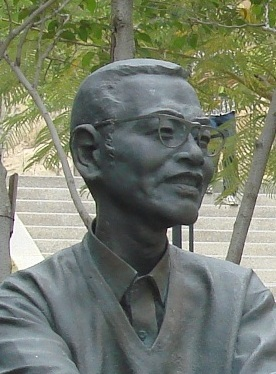
تشين جينغرون

تنص مبرهنة تشين على أن أي عدد طبيعي زوجي، كبير بما فيه الكفاية، يمكن أن يُكتب إما على شكل مجموع عددين أوليين إما على شكل مجموع عدد أولي وعدد نصف أولي(جداء عددين أوليين). بُرهن على هاته المبرهنة للمرة الأولى من طرف عالم الرياضيات الصيني تشين جينغرون، وكان ذلك عام 1996.

## وصلات خارجية
- Jean-Claude Evard, Almost الأعداد الأولية التوأم ومبرهنة تشين